# Abensbergerdenkmal
Das Abensbergerdenkmal ist ein Gedenkstein für Nikolaus von Abensberg. Er wurde im Jahr 1487 im Süden von Freising etwas außerhalb der Stadt an der Straße nach München für den zwei Jahre zuvor im Kampf gefangen genommenen und später ermordeten Statthalter errichtet. Der Gedenkstein in Form eines Grabmals zeigt das Wappen der Abensberger und darunter die Inschrift:
Der Edle
Niklas Herr zu
Abensberg
der letzt dies Namens ist allhier
nieder gelegen, und tods abgangen
den 28:Februar 1485
Gott Genad
Maximilian IV.
Churfürst zu Pfalzbaiern
liess diesen Denkstein erneuern
1804.
Auf Geheiß des bayerischen Kurfürsten Maximilian IV. Joseph wurde das ursprüngliche Denkmal im Jahr 1804 durch eine antikisierende Rotmarmorstele, d. h. einen dem klassizistischen Zeitgeschmack angepassten Stein ersetzt. Im Jahr 1918 wurde das Denkmal für den Bau einer Einfriedung des dahinter gelegenen Schlüterwerks zurückversetzt. Die beiden zur Seite stehenden Bäume wurden im Jahr 2007 entfernt, wodurch das Denkmal gut sichtbar wurde. Im November 2011 wurden wieder zwei Bäume gepflanzt.
In den Unterlagen des Bayerischen Landesamts für Denkmalpflege trägt es die Aktennummer D-1-78-124-144.

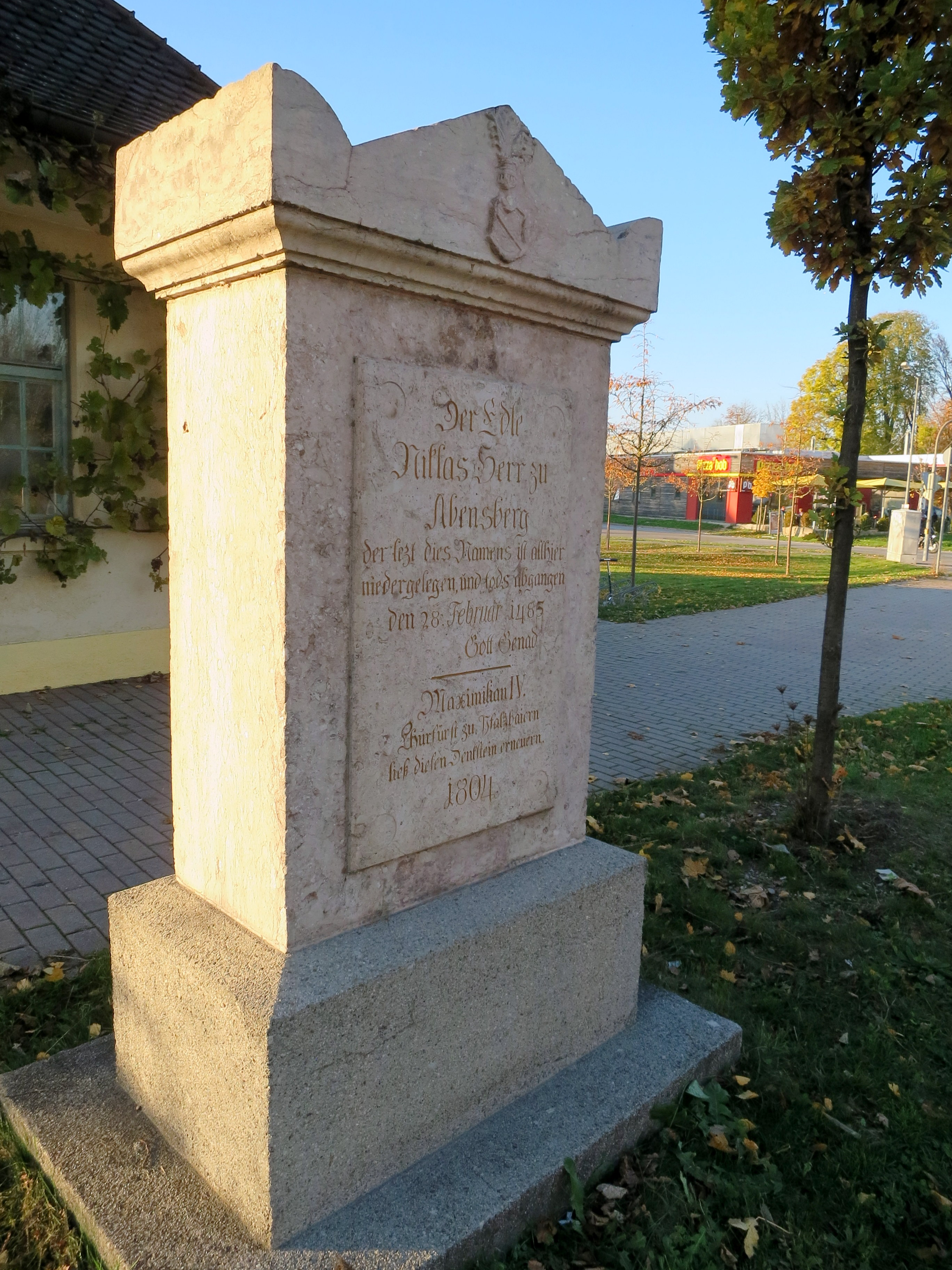
Gesamtansicht
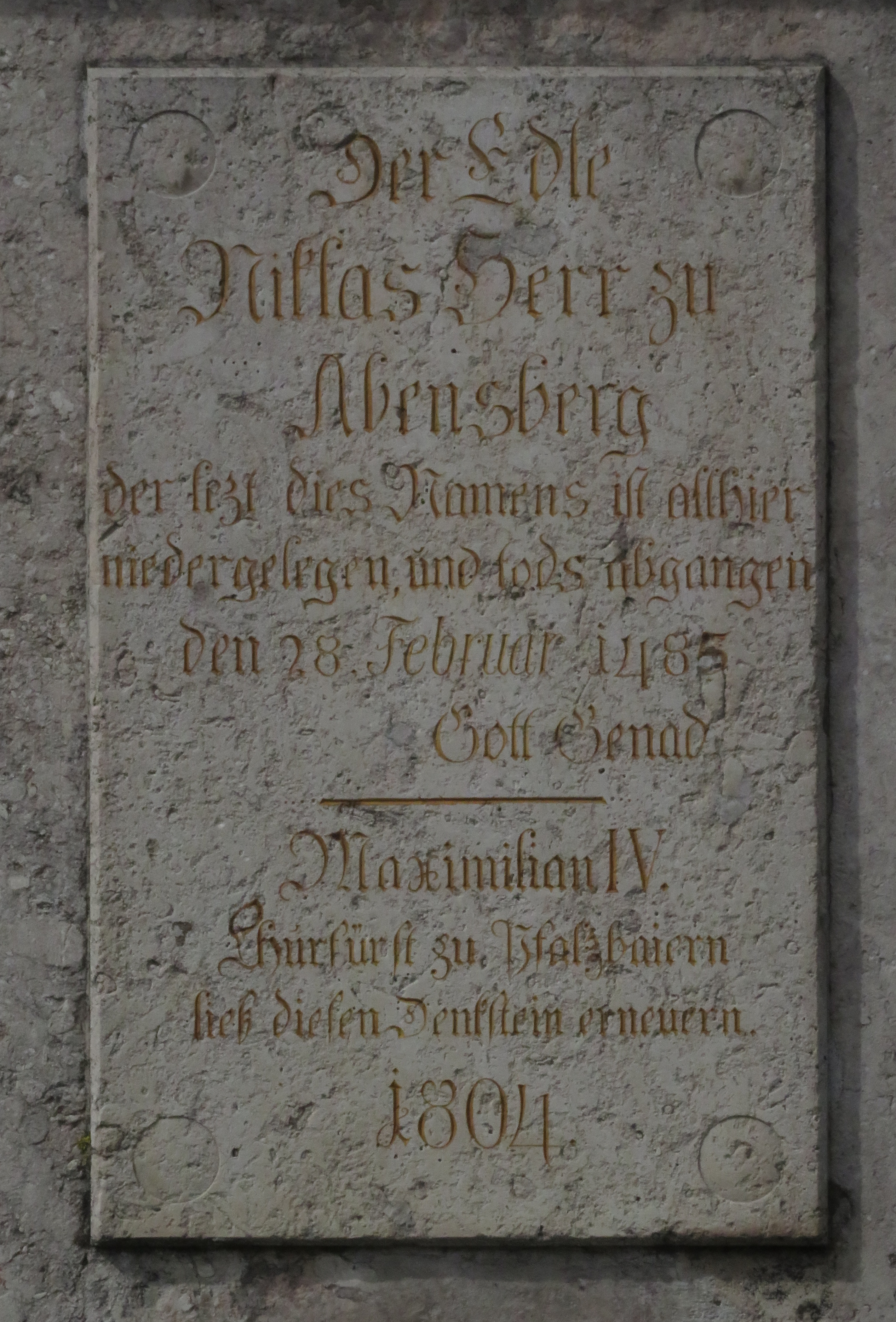
Inschrift